# إلمور دبليو. هيرست
إلمور دبليو. هيرست هو سياسي أمريكي، ولد في 6 ديسمبر 1851 في روك أيلاند في الولايات المتحدة، وتوفي بنفس المكان في 21 يوليو 1915. انتخب عضو مجلس نواب إلينوي ‏.